# Danilo Napolitano
Danilo Napolitano (Vittoria, Italia, 31 de enero de 1981) es un ciclista italiano, profesional desde la temporada 2004, cuando debutó con el Team LPR, hasta 2017.
Destacó como esprínter, pese a que no obtuvo grandes resultados. El resultado más importante fue la etapa conseguida en el Giro de Italia 2007, con final en Lido di Camaiore.

## Palmarés
| 2004 - 1 etapa de la Vuelta Ciclista Líder al Sur 2005 - 1 etapa del Brixia Tour - Coppa Bernocchi - Giro de la Romagna - 2 etapas del Tour de Poitou-Charentes - 1 etapa de la Settimana Coppi e Bartali 2006 - 2 etapas de la Settimana Coppi e Bartali - 2 etapas de la Vuelta a Austria - 1 etapa del Brixia Tour - 1 etapa del Tour del Mediterráneo - Coppa Bernocchi 2007 - 1 etapa de la Vuelta a Murcia - 1 etapa del Giro de Italia - 1 etapa del Tour de Eslovenia - Coppa Bernocchi - 1 etapa del Tour de Polonia - Gran Premio Ciudad de Misano Adriático 2008 - 1 etapa del Tour de Catar - 1 etapa de la Vuelta a la Comunidad Valenciana - 1 etapa del Giro de la Provincia de Grosseto - 1 etapa del Brixia Tour - 2 etapas de la Vuelta a Portugal | 2009 - 1 etapa de la Vuelta a Andalucía - 1 etapa de la Vuelta a las Flandes Occidentales - 1 etapa de la Settimana Coppi e Bartali - 1 etapa del Tour de Luxemburgo 2010 - 1 etapa de los Cuatro Días de Dunkerque - 1 etapa del Tour de Valonia 2012 - 1 etapa del Circuito de Lorena - 3 etapas del Tour de Valonia 2013 - 1 etapa de los Tres Días de Flandes Occidental 2014 - Omloop van het Waasland 2015 - 1 etapa de los Boucles de la Mayenne |

## Resultados en Grandes Vueltas
| Carrera | Carrera         | 2004 | 2005 | 2006 | 2007  | 2008 | 2009  | 2010 | 2011 | 2012 | 2013 | 2014 | 2015 | 2016 | 2017 |
| ------- | --------------- | ---- | ---- | ---- | ----- | ---- | ----- | ---- | ---- | ---- | ---- | ---- | ---- | ---- | ---- |
|         | Giro de Italia  | —    | —    | —    | Ab.   | —    | —     | —    | Ab.  | —    | —    | —    | —    | —    | —    |
|         | Tour de Francia | —    | —    | —    | F. c. | —    | F. c. | —    | —    | —    | —    | —    | —    | —    | —    |
|         | Vuelta a España | —    | —    | Ab.  | —     | Ab.  | —     | —    | —    | —    | —    | —    | —    | —    | —    |

—: no participa

Ab.: abandono

F. c.: descalificado por "fuera de control"

## Equipos
- Team LPR (2004-2005)
- Lampre (2006-2008)
- Katusha (2009-2010)
- Acqua & Sapone (2011-2012)
- Wanty (2013-2017)
  - Accent Jobs-Wanty (2013)
  - Wanty-Groupe Gobert (2014-2017)